# Нора Галь
Но́ра Галь, справжнє ім'я Елеоно́ра Я́ківна Гальпе́ріна (14 (27) квітня 1912, Одеса, Російська імперія — 23 липня 1991) — радянська перекладачка англійської та французької літератури російською мовою, літературний критик і теоретик перекладу, редактор. Прославилася перекладом «Маленького принца» Сент-Екзюпері, «Стороннього» Камю, «Убити пересмішника» Гарпер Лі і творів світової фантастики.

## Біографія
Народилася в Одесі, в родині лікаря-терапевта Якова Ісаковича Гальперіна і юристки Фредеріки Олександрівни Гальпериної (до шлюбу Подорольскої; 1888—1951). Батько двічі був заарештований — у 1937 і 1950 роках; провів у сталінських таборах біля 12 років, у засланнях між арештами працював лікарем і фельдшером; реабілітований у 1954 році. Мати, дочка присяжного повіреного Іезекіла Онисимовича Подорольского, закінчила юридичний факультет Московського університету, працювала юрисконсульткою в Наркоматі фінансів (згодом Міністерстві фінансів), здебільшого у відділі культури і освіти; її зведеним братом був драматург і журналіст Н. А. Подорольский.
З дитячих років жила в Москві. Після багаторазових наполегливих спроб вступила до Московського педагогічного інституту імені В. І. Леніна, який закінчила в 1937 році. Потім навчалася в аспірантурі (закінчила в 1941), захистила дисертацію, присвячену творчості Артюра Рембо. Публікувала в періодиці статті про класичну (Мопассан, Байрон, Мюссе) і новітню зарубіжну літературу.
Одружилася з літературознавцем Борисом Кузьміним (загинув на фронті в 1943 році), згодом підготувала до друку том його вибраних творів. Народила дочку — Едварду Кузьміну (стала літкритикинею і редакторкою, онук — літератор і активіст гей-руху Дмитро Кузьмін).
Серед друзів, вчителів, студентів і колег Нори Галь — Олександр Аникст, Віра Топер, Ніна Дарузес, Марія Лоріе, Раїса Облонська, Моріс Ваксмахер, Євгенія Таратута, Абрам Штейн, Олександра Раскіна, Борис Володін, Лев Розгін, Маріетта Чудакова, Тамара Казавчинська.

## Діяльність

### Перекладачка
Ще школяркою Нора Галь опублікувала кілька віршів, у студентські роки виступила в пресі з прозою. В кінці 1930-х багато друкувалася зі статтями про поточну зарубіжну літературу в журналі «Інтернаціональна література», «Літературному огляді», «Літературній критиці» тощо. У воєнні роки вперше зайнялася перекладом (1942). Після війни багато працювала як редакторка перекладів (твори Жуля Ренара, Александра Дюма, Герберта Веллса). У 1944—1945 роках викладала зарубіжну літературу в Московському поліграфічному інституті. У перші повоєнні роки публікувалася як літературна критикиня і публіцистка, в 1947 р. опинилася в центрі закулісного скандалу, пов'язаного з публікацією першої в СРСР статті про Джорджа Орвелла. З 1948 року остаточно присвячує себе перекладацькій діяльності.
На рубежі 1950-х і 1960-х років переклади таких книг, як «Маленький принц» Сент-Екзюпері, оповідання Селінджера, повість Гарпера Лі «Вбити пересмішника» виводять Нору Галь в коло провідних майстрів художнього перекладу. В подальшій перекладацькій творчості Нори Галь уживається тонка психологічна проза XX століття — «Сторонній» Камю, «Смерть героя» Олдінгтона, романи Томаса Вулфа, Джойс Керол Оутс, Кетрін Енн Портер, — з захопленням фантастикою, що вилилося у плідну роботу над оповіданнями і повістями Рея Бредбері і Кліффорда Сімака, Азімова і Кларка, Желязни і Ле Гуїн, Стерджона і Шеклі.
Багато перекладів Нори Галь довгий час залишалися «в столі» (наприклад, «Корабель дурнів» Кетрін Енн Портер, перекладений у 1976, опублікований був тільки у 1989 році), деякі побачили світ вже після її смерті: романи Невіла Шюта «Щуролов» (перший переклад виконаний у 1942 році) і «На березі».

### Слово живе і мертве
У 1972 році вийшла в світ книга Нори Галь «Слово живе і мертве», що узагальнює її професійний досвід. Основу книги склали приклади невдалих і помилкових мовних і стилістичних рішень перекладачів, авторів і редакторів, що супроводжуються коротким аналізом та пропозиціями більш вдалої заміни. Виразність і природність мови, на думку Нори Галь, є цінністю не тільки для тих, хто професійно працює зі словом, але і для всякого, хто мовить і пише, — тому багато уваги в книзі приділено повсякденній мові. Фрагменти книги, опубліковані у 1973 і 1975 рр. в журналі «Наука и жизнь», який виходив величезним тиражем, викликали значний читацький резонанс. За життя авторки «Слово живе і мертве» тричі перевидавалося (1975, 1979, 1987). Кожне видання допрацьовувалися авторкою, особливе значення мав розділ «Уклін майстрам», що доповнив четверте видання і був присвячений творчим знахідкам деяких російських перекладачів. Після смерті Нори Галь вийшли ще шість видань книги (2001, 2003, 2007, 2011, 2012, 2015), з різними додатковими матеріалами про її життя, творчий метод і погляди на роботу з мовою.

### Переклади

#### З англійської
- Айзек Азімов: оповідання «Мій син — фізик», «Що якщо…»
- Артур Конан Дойл: «Історія жилички під вуаллю» (оповідання)
- Боуен Р.: «Будинок віддалік від дороги» (оповідання)
- Етель Ліліан Войнич: «Джек Реймонд» (роман)
- Томас Вулф: «Додому вороття немає» (роман) — Спільно з Р. Облонської
- Ваймен Гвін: «Планерята» (оповідання; переклад і публікація — 1969)
- Лестер дель Рей: «Крила ночі» (оповідання; переклад і публікація — 1969)
- Джеймс Бліш: «День Статистика» (оповідання)
- Генрі Джеймс: «Г'ю Мерроу» (оповідання; перша публікація — 1988) — це оповідання Генрі Джеймса (1843—1916), що залишилося незавершеним і було знайдене тільки в середині 1980-х рр. Нора Галь переклала для газетної публікації його початок, що має відносну сюжетну завершеність.
- Джек Лондон: оповідання «Перли парлея», «Пригода в повітряному океані», «Син Вовка»; повість «Смок і Малюк»
- Джером Девід Селінджер: оповідання «У човні», «І ці губи, і очі зелені…»
- Дженніфер Джонстон: «Стара жарт» (роман)
- Чарлз Дікенс: «Одержимий, або Угода з привидом» (повість), «Нариси Боза: Наш прихід» (Гл.7. Наш найближчий сусід); Картинки з натури (Гл.15. Ранковий диліжанс; Гл.18. Парламентський нарис); Оповідання (Гл.6. Чорна вуаль)
- Доналд Стюарт: «Кондамайнский колоколец» (оповідання)
- Теодор Драйзер: «Американська трагедія» (роман; спільно з З. Вершиніної), «Дженні Герхардт» (роман; спільно з М. Лоріе), «Золотий міраж» (оповідання), «Очищення нафти» (нарис)
- Кліффорд Сімак: «Уся плоть — трава», оповідання «Будинок оновлених», «Розвідка».
- Артур Кларк: Кінець дитинства
- Артур Кларк: Космічна одіссея 2001 року (останні сторінки)
- Мілдред Клингермен: «Переможний рецепт» (оповідання)
- Джойс Кері: «Межа» (оповідання)
- Колін Маккалоу: «Ті, що співають у терні» (роман)
- Кетрін Менсфілд: Подорож (оповідання)
- Кетрін Енн Портер: «Корабель дурнів» (роман; переклад — 1976, перша публікація перекладу — 1989)[7], «Тщета земна» (повість)
- Маррі Лайнстер: оповідання «Замкова свердловина», «Етичні рівняння»
- Люкас М.: «Ковчег» (оповідання)
- Декстер Мастерс: «Нещасний випадок» (роман) — спільно з Н. Треньовою
- Вільям Сомерсет Моем: оповідання «Джейн», «Друг пізнається в біді», «На околиці імперії», «Щось людське», «Поет», «Почуття правил пристойності»
- О. Генрі: оповідання «Блукання без пам'яті», «Горобці на Медісон-сквері», «Жертва невпопад», «Цінитель і п'єска»
- Шон О. Фаолейн: «Єдиний вірний друг» (оповідання)
- Річард Олдінгтон: «Смерть героя» (роман)
- Джеймс Олдрідж: «Останній вигнанець» (роман) — спільно з Р. Облонською
- Джойс Керол Оутс: оповідання «Одужання», «Куди йдеш, ти де була?», «Відлига»; роман «Сад земних радощів»
- Денні Плектей: оповідання «Не нашої роботи»
- Пол Андерсон: оповідання «Сестра Землі», «Прогулянка під Місяцем», «Насіння»
- Джон Бойнтон Прістлі: п'єси «Час і сім'я Конвей», «Небезпечний поворот»
- Роберт Шеклі: оповідання «Заповідна зона», «Страж-Птиця», «Доктор Вампір і його волохаті друзі»
- Роджер Желязни: «Одержимість колекціонера» (оповідання)
- Рей Бредбері: оповідання «Берег на заході», «Бетономішалка», «Були вони смагляві й золотоокі», «Все літо в один день», «Дракон», «Завтра кінець світу», «Запах сарсапарели», «Здрастуй і прощавай», «Суничне віконечко», «І все-таки наш…», «Ікар Монгольф'є Райт», «Калейдоскоп», «Кінець початкової пори», «Кішки-мишки», «Променистий Фенікс», «Машина до Кіліманджаро», «На великій дорозі», «Про скитаньях вічних і про Землю», «Пішохід», «Погожий день», «Перетворення», «Пустеля», «Ракета», «Секрет мудрості», «Вбивця», «Урочну годину», «Людина в картинках»
- Френк Сарджессон: «Мені наснилося» (повість)
- Роберт Сілверберг: «Рукою владики» (оповідання)
- Гаррісон Солсбері: нариси «Взбаламучені», «Передмістя»
- Теодор Стерджон: оповідання «Умільці Ксанаду», «Ракета Мяуса»
- Сьюзен Зонтаґ: оповідання «Манекен», «Малюк» (переклад — 1981, перша публікація перекладу — 2012)
- Марк Твен, Чарльз Д. Уорнер: «Позолочений вік: Повість наших днів» (роман, книга II) — зазвичай твори великої форми, перекладені кількома перекладачами, Нора Галь підписувала як спільну роботу, проте в цьому випадку Н. Галь зажадала, щоб її переклад підписали окремо, не бажаючи працювати з «непрофесійним» Л. Хвостенко
- Вільям Тенн: «Недуга» (оповідання)
- Уайтфорд Уїнн: «Шлях один — в завтра» (оповідання)
- Урсула Ле Гуїн: «Квітень у Парижі» (оповідання, переведений 1978)[8]
- Герберт Уеллс: «Їжа богів» (роман)
- Говард Фаст: «Виводок» (оповідання)
- Френсіс Брет Гарт: оповідання «Гірський Меркурій», «Рудий Пес», «Сара Вокер», «Джіні», Динька", «Підопічні міс Пеггі», «Ребячий Пес», «„Стара“ Джонсона», «Дивак»
- Олдос Гакслі: «Суботній вечір» (оповідання)
- Зенна Хендерсон: «Підкомісія» (оповідання)
- Джон Чівер: «Сент-джеймсский автобус» (оповідання)
- Шейла Дилени: «Павана для мертву принца» (оповідання, переклад і публікація — 1973)
- Шервуд Андерсон: «І ще сестра — смерть» (оповідання)
- Невіл Шют: романи «Щуролов», «На березі»
- Едгар Аллан По: оповідання «У смерті — життя», «Жабеня», «Падіння будинку Ашерів»
- Едвард Морган Форстер: «Повернення із Колона» (оповідання)
- Едмонд Гамільтон: «Готель поза нашого світу» (оповідання; переклад — 1966, перша публікація — 1991)
- Елізабет Джоллі: «Земля Білла Спрокета» (оповідання)

#### З французької
- Луї Арагон: статті «У чому вам приклад сьогодні подаю…», «Хресний шлях Габріеля Пері», «Написано для районного партійного зібрання», «Свідок мучеників»
- Олександр Арну: «Екран» (оповідання)
- Анрі Барбюс: «Улюлю!…» (оповідання)
- П'єр Гаскар: «Водойма» (оповідання)
- Ален Доремье: «Пора помсти» (оповідання)
- Моріс Женевуа: з книги «Лагідний звіринець» (Будинок; Їжак; Кролик; Жираф)
- Жорж Дюамель: з книги «Притчі мого саду» (Сад Кандида; Вірність собі; Правило помірності; Технік. Філософ. І пророк; Щасливі дороги; Гора і річка; Плани на ще одне життя); «Третя симфонія» (оповідання)
- Ів Дермез: «Хлопчик» (оповідання)
- Альбер Камю. «Сторонній», есе «Літо в Алжирі», «Мигдалеві гаї», «Між Так і Ні», «Прометей в пеклі»
- Жерар Клайн: «Голоси Простору» (оповідання)
- Андре Моруа: «Машина для читання думок» (фрагмент роману)
- Франсуа Нурисье: «Господар дому» (повість)
- Луї Перго: «Згубне здивування» (оповідання)
- Антуан де Сент-Екзюпері: «Маленький принц» (роман), «Планета людей» (роман), «Лист до заручника» (есе), «Лист генералу X»
- Симона Тері: «Вони борються при Фермопілах» (боротьба грецького народу за свою незалежність) — спільно з Т. Кудрявцевої
- Філіпп Шарль Луї: «Життя» (оповідання)
- Альбер Егпарс: «Повернення в Шатейон» (оповідання)
- Франц Елленс: оповідання «Велетні», «Карлики», «Світ під ногами», «Змагання»

##### Спогади про Антуана де Сент-Екзюпері
- Леон Верт: «Яким я його знав…» / «Таким я його знав»
- Рене Деланж: З книги «Життя Сент-Екзюпері»
- Дора Дідьє: «Із спогадів» / «Думка і серце в польоті»
- Жан-Марсель Леле: «Пілот авіагрупи 2/33»
- Жорж Пеліс'е: З книги «П'ять зовнішностей Сент-Екзюпері» / «З завдання не повернувся»
- Жюль Руа: «Повернення до битви»
- Симона де Сент-Екзюпері: «Мій брат Антуан»
- Леонель-Макс Шассен: «Всеосяжна мандрівка»
- П'єр Шевріє: «Чарівник»

#### Переклади, які залишилися неопублікованими
- Ромен Роллан: «Щоденники» (зошит XVIII, 4.XI.-31.XII.1916 р.)
- Франсуаза Саган: «Чи любите ви Брамса?» (повість; Гл. IX—XVIII)
- Доналд Вілсон: «Сага про Форсайтів» (сценарій телесеріалу: Серії 5 («Власник»), 8 («Останнє літо Форсайта»), 9 («В петлі»), 11 («павутини»))
- Пітер Тейлор: «Виклик у Мемфіс» (роман)

### Редакторська робота
- Олександр Дюма. Граф Монте-Крісто. / Пер. з французької під ред. Н.Галь і Ст. Топер. — М.: ГИХЛ, 1946 14.
- Жуль Ренар. Вибране: У 2 т. / Пер. Н.Олена zharkova і С. Парнок. — М.: ОГИЗ, 1946.
- Теодор Драйзер. СС: У 12 т. — М.: ГИХЛ, 1952. — т. 5. Стоїк: Роман. / Пер. М. Богословської, Т. Кудрявцевої. Редактори Н. Банніков та Н. Галь.
- Теодор Драйзер. СС: У 12 т. — М.: ГИХЛ, 1953. — т. 10. Оповідання. 15
- Герберт Веллс. Людина-невидимка: Роман. / Переклад з англійського під ред. Н.Галь. — М.: ГИХЛ, 1954.
- Оповідання американських письменників. — М.: ГИХЛ, 1954. Редактори Н.Галь і А. Миронова.
- Говард Фаст. Тоні і чарівні двері: Повість. / Пер. Н.Кулаковської та М. Тарховой під ред. Н.Галь. — М.: ДетГИЗ, 1955.
- Говард Фаст. [Збірка оповідань]. 1956. 16
- Майн Рід. СС: В 6 т. — М.: Детгиз, 1956. — т. 1. Білий вождь: Роман. / Пер. Е. Березиної і Р. Облонської.
- Луї Арагон. СС: В 11 т. — т. 2. Пасажири імперіала. / Пер. Н.Немчинової. 17
- Сиріл Паркінсон. Закон Паркінсона. / Пер. С. Майзельс, Ю. Полякова під ред. Н.Галь. // Іноземна літ., 1959, #6.
- Вільям Сомерсет Моем. Місяць і мідяки: Роман. / Пер. Н.Ман. — М.: ГИХЛ, 1960.
- Джон Голсуорсі. СС: У 16 т. — М: Правда, 1962. — т. 16. Сатира. Статті. Промови. Листи.
- Новозеландські оповідання. — М: Видавництво художньої літератури, 1963. / Переклади під ред. Н.Галь.
- Чарльз Сноу Персі. Коридори влади. / Пер. Ст. Ефанової, М. Миронової, Р. Облонської під ред. Н.Галь. // Іноземна літ., 1966, ##11-12.
- Роберт Луїс Стівенсон. СС: У 5 т. — М: Правда, 1967. — т. 4. Викрадений: Роман. / Пер. М. Кан 18; Катріона: Роман. / Пер. Н. Треньової і Ст. Хінкіса; Вечірні розмови на острові. / Пер. Т. Озерський. — Ред. Н.Галь і В. Бернштейн.
- Рей Бредбері. Кульбабове вино: Повість, Оповідання. / Під ред. Н. Галь. — М: Світ, 1967.

#### Складання збірників
- Антуан де Сент-Екзюпері. Планета людей: Сб. — М.: Мовляв. гвардія, 1970.
- Кузьмін Б. А. Про Голдсмита, про Байрона, про Блока… / Упоряд. Н. Галь, Е. Кузьміна. — М.: Худож. лит., 1977.

### Проза
- Повість про друзів // «Молода гвардія», 1935, № 3, с. 87-109.

#### Художній переклад і культура мовлення
- «Слово живе і мертве»

#### Статті
У список не включені статті (загальним числом близько 15), написані Норою Галь для журналу «Промислові кадри», позаштатним кореспондентом якого вона працювала в 1930—1932 рр. Статті публікувалися під різними псевдонімами (Л. Норська, Н. Галіна та ін).
- 1936 «День мертвих» Поля Нізана
- 1936 «Смерть героя» Р. Олдингтона
- 1937 «Капітанська дочка»
- 1937 Альфред де Мюссе: До 80-річчя з дня смерті
- 1937 Ежен Дабі «Зелена зона»
- 1938 «Мертва рука» Альберта Егпарса
- 1938 «На краю молу» Анрі Пуадено
- 1938 Друга книга Роже Белланже
- 1938 Франс Елленс
- 1939 «Дороги до моря» Ф. Моріака
- 1939 «Занурення» Франсуа Моріака
- 1939 «Сигнал лиха» Роже Верселя
- 1939 Рання проза Мопассана
- 1939 Ельза Тріоле. «Добрий вечір, Тереза»
- 1940 «Инсургент»: Роман Жуля Валлеса
- 1940 Артюр Рембо і його критики
- 1940 Тід Моньє. «Хліб бідняків»
- 1941 «Інженер» Ю. Кримова
- 1941 Образи французьких патріотів
- 1941 Перехід Байрона до реалізму
- 1944 Романи про боротьбу з фашизмом
- 1945 Як ви вивчаєте рідну мову? // Співавтор: Фріда Вигдорова, Підп. Ст. Гальченко
- 1945 Хто твій товариш? // Співавтор: Фріда Вигдорова, Підп. Ст. Гальченко
- 1945 На що образилася Соня С.?
- 1946 «За Камою-рікою»: Спектакль Московського драматичного театру // Співавтор: Фріда Вигдорова
- 1946 Е. Шварц. «Три казки» // Співавтор: Фріда Вигдорова, Підп. Ст. Гальченко
- 1946 Живе слово // Співавтор: Фріда Вигдорова
- 1946 Книги і люди: Про долю героїв «Педагогічної поеми» // Співавтор: Фріда Вигдорова
- 1946 Поговоримо про скромність // Співавтор: Фріда Вигдорова
- 1946 Серцевий і розумний друг // Співавтор: Фріда Вигдорова
- 1946 Школа ввічливості // Співавтор: Фріда Вигдорова
- 1946 Це справедливо! // Співавтор: Фріда Вигдорова, Підп. Ст. Гальченко
- 1947 В боргу перед учителем: Про журналі «Радянська педагогіка» // Співавтор: Фріда Вигдорова, [Підп. Ст. Гальченко
- 1947 В переддень свята: Нарис // Співавтор: Фріда Вигдорова, Підп. Ст. Гальченко
- 1947 Дорогий образ // Співавтор: Фріда Вигдорова, Підп. Ст. Гальченко
- 1947 Як це сталося // Співавтор: Фріда Вигдорова, Підп. Ст. Гальченко
- 1947 Про культуру справжню та уявну
- 1947 Розтлінна література (Дж. Оруелл «Діккенс, Дали й інші»)
- 1947 Вірші для дітей (А.с Барто. «Гойдалка»)
- 1947 Принижена наука (Н. Белчін «В маленькій лабораторії»)
- 1949 С. Георгіївська. «Бабусине море» // Співавтор: Фріда Вигдорова, Підп. Ст. Гальченко
- 1959 Почуття товариства. («Три товариші» Е. М. Ремарка)
- 1960 Над прірвою («Ловець у житі» Дж. Д. Селінджера)
- 1963 Антуан де Сент-Екзюпері
- 1971 La Presence de Franz Hellens en Union Sovietique [французькою мовою]
- 1973 «На ножах»
- 1973 Бережись канцелярита
- 1975 І ще про канцелярит
- 1975 Під зіркою Сент-Екса / Sous l ' етуаль de Saint-Ex
- 1975 Продовження слідує
- 1986 100 років виданню: у 1886 р. були надруковані «Осяяння» Артюра Рембо
- 1987 Правда і музика слова
- 1991 Школа Кашкіна
- 1997 Пам'ятаю

#### Інше
- 1997 Про новий переклад роману Дж. Д. Селінджера «Catcher in the Rye» («Над прірвою в житі») (внутрішня рецензія)
- 1997 Агата Крісті «Скорботний кипарис» (внутрішня рецензія)
- 1997 Андре Нортон «Саргасове море всесвіту» (внутрішня рецензія)
- 1997 Кліффорд Сімак. Місто (внутрішня рецензія)
- 1997 Про переклад роману Дж. Лондона «Мартін Іден» (внутрішня рецензія)
- 1997 Рей Бредбері «Щось лихе насуває» (внутрішня рецензія)
- 1997 Листування з видавництвами
- 1997 Листування з читачами / з листування з читачами «Слова»
- 1997 Різні листи

### Поезія
- 1925 Зустрічай (під псевдонімом НОР-ГАЛЬ)
- 1926 Безпритульні (під псевдонімом Деткор Нор Галь)
- 1926 Весна (під псевдонімом НОРГАЛЬ)
- 1927 Зимовий (під псевдонімом Деткор НОРГАЛЬ)
- 1927 Колька (під псевдонімом Деткорка НОРГАЛЬ)
- 1933 Борис
- 1934 Травневий марш
- 1934 Про Петю (Коломийки)
- 1935 Повстання (Пісня)
- 1997 «В саду пробігало низьке сонце…»
- 1997 «Ввечері, в годину зустрічей, кіно і казок…»
- 1997 «Живемо, як жили наші предки…»
- 1997 «Як завжди, тріщали трамваї…»
- 1997 «Над самим високим дахом…»
- 1997 «З заходу хмари проносилися так…»
- 1997 «Серед сильних, суворих і сірих…»
- 1997 «Старий світ високий і тонкий…»
- 1997 «Я чомусь пам'ятаю табір…»
- 1997 Європа
- 2003 «Всі сили — слова рідного…»
- 2003 «Хай рвуться зв'язки, меркне світло…»
- 2003 «Вже нічого не хочеться…»
- 2003 «Я знаю, буде світ знову…»
- 2007 «Знову за моїми рівнинами…»

## Визнання
- У липні 1995 року за пропозицією Є. А. Таратути ім'я Норагаль присвоєно малій планеті з поясу астероїдів, яку відкрила астроном Тамара Смирнова[9] (серед інших відкритих і найменованих нею малих планет — Етель (названа в честь Е. Л. Войніч) і Сент-Екзюпері).
- У 1997 році до 85-річчя автора вийшов збірник «Нора Галь: Спогади. Статті. Вірші. Листи. Бібліографія», в який увійшли статті Раїси Облонської, Євгенії Таратути, Юліани Яхніної, Олександри Раскіної, Бориса Володіна, юнацькі вірші, внутрішні рецензії, листування Нори Галь з читачами і видавцями, різні листи і бібліографія її праць.
- У 2012 році видавництво ВДБІЛ «Рудоміно» видало до сторіччя перекладачки збірку її вибраних творів «Квітень у Парижі. Зарубіжна новела в перекладах Нори Граль», відкривши цією книгою серії «Майстри художнього перекладу».

## Премія Нори Галь
В пам'ять про Нору Галь засновано премію за переклад з англійської мови короткої прози XX—XXI століть. Засновниками премії стали спадкоємці перекладачки — її дочка, літературний критик і редактор Едварда Кузьміна і онук, літературознавець, поет і перекладач Дмитро Кузьмін. 27 квітня 2012 року, до 100-річчя Нори Галь, премія вперше була вручена, головної нагороди була удостоєна Євгенія Каніщева, спеціальну премію отримав Максим Нємцов. У 2013 році було присуджено три спеціальні премії в подальшому премія продовжила роботу у щорічному режимі, серед її лауреатів, зокрема, Михайло Назаренко (2014 і 2017)